# 방배도서관
방배도서관은 서울특별시 서초구에 있는 공립 도서관이다.

## 연혁
- 2017년 11월 1일 개관.